# هوزیرها
هوزیرها (به انگلیسی: Hoosiers) یک فیلم سینمایی آمریکایی در ژانر ورزشی محصول سال ۱۹۸۶ میلادی به کارگردانی دیوید انسپاو با بازی جین هکمن است.

## خلاصه داستان
یک مربی با یک گذشته نامعلوم سوار بر قطار وارد شهر کوچکی می‌شود پس از طی ماجراهایی مربیگری تیم بسکتبال دبیرستان شهر به عهده می‌گیرد و آنها را تبدیل به یک مدعی برای قهرمانی می‌کند…

## جوایز
این فیلم کاندیدای ۲ اسکار (کاندیدای اسکار بهترین موسیقی متن-کاندیدای اسکار بهترین بازیگر نقش مکمل مرد) در سال ۱۹۸۷ شد.